# Пендлтон (округ, Кентукки)
Пе́ндлтон (англ. Pendleton County) — округ в штате Кентукки, США. Официально образован в 1798 году. По состоянию на 2010 год, численность населения составляла 14 877 человека.

## География
По данным Бюро переписи США, общая площадь округа равняется 730,044 км2, из которых 726,599 км2 суша и 1,330 км2 или 0,470 % это водоёмы. В окружном центре Фалмут средняя температура июля составляет 23,8 °С со средним максимумом 30,6 °С, средняя температура января — −1,4 °С со средним минимумом −7,1 °С.

### Соседние округа
- Кентон
- Кэмпбелл
- Бракен
- Гаррисон
- Грант

## Население
По данным переписи населения 2000 года в округе проживает 14 390 жителей в составе 5 170 домашних хозяйств и 3 970 семей. Плотность населения составляет 20,00 человек на км2. На территории округа насчитывается 5 756 жилых строений, при плотности застройки около 7,70-ти строений на км2. Расовый состав населения: белые — 98,39 %, афроамериканцы — 0,49 %, коренные американцы (индейцы) — 0,19 %, азиаты — 0,11 %, гавайцы — 0,01 %, представители других рас — 0,35 %, представители двух или более рас — 0,44 %. Испаноязычные составляли 0,67 % населения независимо от расы.
В составе 39,00 % из общего числа домашних хозяйств проживают дети в возрасте до 18 лет, 62,80 % домашних хозяйств представляют собой супружеские пары проживающие вместе, 9,60 % домашних хозяйств представляют собой одиноких женщин без супруга, 23,20 % домашних хозяйств не имеют отношения к семьям, 20,10 % домашних хозяйств состоят из одного человека, 8,30 % домашних хозяйств состоят из престарелых (65 лет и старше), проживающих в одиночестве. Средний размер домашнего хозяйства составляет 2,75 человека, и средний размер семьи 3,14 человека.
Возрастной состав округа: 28,40 % моложе 18 лет, 8,50 % от 18 до 24, 31,20 % от 25 до 44, 21,50 % от 45 до 64 и 21,50 % от 65 и старше. Средний возраст жителя округа 34 лет. На каждые 100 женщин приходится 100,30 мужчин. На каждые 100 женщин старше 18 лет приходится 97,90 мужчин.
Средний доход на домохозяйство в округе составлял 38 125 USD, на семью — 42 589 USD. Среднестатистический заработок мужчины был 31 885 USD против 23 234 USD для женщины. Доход на душу населения составлял 16 551 USD. Около 9,80 % семей и 11,40 % общего населения находились ниже черты бедности, в том числе — 14,80 % молодёжи (тех, кому ещё не исполнилось 18 лет) и 11,60 % тех, кому было уже больше 65 лет.